# کامسار
کامسار یکی از نجیب‌زادگان ارمنی-پارتی سده چهارم میلادی و نیای خاندان کامساراکان بود. به گفتهٔ موسی خورنی او پسر پیروزماد بود که تنها بازمانده خاندان کارن از کشتار اردشیر بابکان به‌شمار می‌رفت. کامسار پسری به نام نرسه داشت.